# Herman Sörgel
Herman Sörgel (ur. 2 kwietnia 1885 w Ratyzbonie, zm. 25 grudnia 1952 w Monachium), niemiecki architekt ekspresjonistyczny (Bauhaus), autor idei budowy nowego kontynentu – Atlantropy.

## Życiorys
Zamierzał postawić tamę wodną w Cieśninie Gibraltarskiej, Cieśninie Sycylijskiej i Dardanelach, by osuszyć znaczny obszar Morza Śródziemnego (ok. 20%) i połączyć Europę i Afrykę. Jego marzeniem było przede wszystkim rozwiązanie problemów energetycznych Europy, nie pytając o zdanie państw, których projekt miał dotyczyć.  Pomysł ten zyskał wielu zwolenników, jednak nigdy nie miał oficjalnego poparcia władz niemieckich, a w okresie hitleryzmu, w roku 1942, otrzymał zakaz publikowania swoich prac na terenie Rzeszy.
Sörgel zmarł w wyniku obrażeń odniesionych w wypadku drogowym, jadąc rowerem. Okoliczności tego zdarzenia do dziś nie zostały w pełni wyjaśnione. Kierowca samochodu zbiegł z miejsca wypadku i nigdy nie został odnaleziony.